# Zapadni bru jezik
Zapadni bru jezik (ISO 639-3: brv), austroazijski jezik mon-khmerske porodice, kojim govori 20 000 ljudi u Tajlandu (1991) u provinciji Mukdahan distrikt Dong Luang, i nešto iseljenih u Sjedinjenim Državama. Klasificira se zapadnokatujskoj skupini jezika, podskupini brou-so. 
Piše se laoškim pismom. Dijelimice je razumljiv jeziku istočnom bru [bru].

## Vanjske poveznice
- Ethnologue (14th)
- Ethnologue (15th)